# James Murray (leksikograf)
Sir James Augustus Henry Murray, FBA (7. februar 1837 – 26. juli 1915) var en skotsk leksikograf og filolog. Hans var den primære redaktør på Oxford English Dictionary (OED) fra 1879 til sin død.